# Регин, Надя
Надя Регин (урождённая Надежда Подерегин; 2 декабря 1931, Ниш — 8 апреля 2019) — сербская актриса.

## Биография
Она окончила Академию драматического искусства в Белграде, а также факультет философии Белградского университета. Её актёрская карьера началась в студенческие годы и пошла в гору благодаря югославско-немецкому совместному производству в Германии, а затем в Великобритании, Австрии и Новой Зеландии. Наиболее известна ролями в нескольких британских фильмах и телевизионных программах 1960-х годов и новозеландском фильме «Беглецы» 1964 года.
Надя снялась в двух фильмах о Джеймсе Бонде: Из России с любовью, как любовница Керим Бея, и в роли с меньшим экранным временем в фильме Goldfinger. Среди её работ для телевидения роли в сериалах «Опасный человек», «Святой» и «Диксон из Док Грин». Она также репетировала для эпизода «Девушка на трапеции» телесериала Мстители, но в конечном итоге роль досталась актрисе Миа Карам.
В 1970-х годах её работа включала чтение и отбор сценариев фильмов для производства кинокомпаний, включая Rank Films и Hammer Films. В 1980 году она и её сестра Елена основали Honeyglen Publishing Ltd — небольшую издательскую компанию, специализирующуюся на философии истории, художественной литературе, биографиях и художественной литературе.
Надя позже посвятила свое время писательству. Её роман «Жертвы и дураки» был опубликован в виде электронной книги под её полным именем Надя Подерегин. Она также написала детский рассказ «Планета марионеток» и работала над своими мемуарами под названием «Воспоминания».
Надя умерла в апреле 2019 года в возрасте 87 лет.

## Избранная фильмография
- Prica o fabrici (1949) как Текстильная раница
- Волшебный Меч (1950)
- Фрозина (1952)
- Das Haus an der Küste (1954) в роли Марины
- Roman eines Frauenarztes (1954) в роли Нины Бертенс
- Esalon doktora M. (1955)
- Du mein stilles Tal (1955) в роли Рита
- Der Frontgockel (1955) в роли Клодетт, Францезин
- Человек без тела (1957) в роли Одетты Верне
- Die Unschuld vom Lande (1957) в роли Лолло
- До свидания, Франциска (1957) в роли Хелен Филиппс
- Es wird alles wieder gut (1957) в роли Лусиллы Колетти, Артистин
- Не паникуйте парни! (1959) в роли Эльзы
- Wir wollen niemals auseinandergehen (1960) в роли Ливия
- Светловолосый мужчина на Капри (1961) в роли Хельги Вагнер
- Тайны Эдгара Уоллеса — S03E01 — Номер шесть (апрель 1962) в роли Надии Лейвен
- Соло для Воробья (1962) в роли миссис Рейнольдс
- Меховой воротник (1962) в роли Мари Лежен
- Из России с любовью (1963) в роли девушки Керима
- Крушение (1964) (Тайны Эдгара Уоллеса) в роли Сюзанны Кроссли
- Голдфингер (1964) в роли Бониты
- Побег (1964) в роли Лауры Коссович